# Monocelis galapagoensis
Monocelis galapagoensis är en plattmaskart som beskrevs av Ax 1977. Monocelis galapagoensis ingår i släktet Monocelis och familjen Monocelididae. Inga underarter finns listade i Catalogue of Life.